# Abassi Boinahéri
Abassi Boinahéri est un joueur de football français né à Marseille (France) le 23 octobre 1976. Son poste de prédilection est attaquant.
Abassi Boinahéri a joué 14 matchs en Division 1 et 52 matchs en Division 2.

## Clubs
- 1992-2001 :  FC Martigues
- 2001-2002 :  Stade Beaucairois
- 2002-2003 :  ES Vitrolles
- 2003-2004 :  Sporting Toulon Var
- 2004-2005 :  US Marignane
- 2005-2006 :  US Endoume
- depuis 2006 :  US Marignane